# Herminia grisescens
Herminia grisescens là một loài bướm đêm trong họ Noctuidae.